# Marouf al-Bakhit
Marouf Suleiman al-Bakhit (in arabo معروف البخيت‎?; Amman, 18 marzo 1947 – 7 ottobre 2023) è stato un politico e militare giordano, primo ministro della Giordania dal 2005 al 2007 e nel 2011.

## Biografia

### Formazione
Si laureò in general management e in scienze politiche presso l'Università di Giordania. Conseguì poi un master in pubblica amministrazione alla University of Southern California e un dottorato in studi strategici alla King's College di Londra.
Si arruolò nelle forze armate giordane nel 1964, divenendo secondo tenente nel 1966. Si ritirò nel 1999 col grado di maggior generale.

### Carriera politica
Marouf al-Bakhit venne nominato primo ministro della Giordania dal re Abd Allah II circa tre settimane dopo gli attentati di Amman del 2005, in sostituzione di Adnan Badran.
Rimase in carica per quasi due anni, venendo poi sostituito da Nader al-Dhahabi.
Nel febbraio 2011, dopo due settimane di proteste, il monarca Abd Allah decise di licenziare il primo ministro Samir Rifa'i, nominando nuovamente Marouf al-Bakhit come capo del governo.
Nell'ottobre successivo il sovrano accettò le sue dimissioni e nominò come primo ministro Awn al-Khasawneh.